# Heinrich Zöllner
Heinrich Zöllner (født 4. juli 1854 i Leipzig, død 4. maj 1941 i Freiburg im Breisgau) var en tysk komponist og dirigent, søn af Carl Friedrich Zöllner.
Zöllner studerede kort tid jura, men blev 1875 elev ved konservatoriet i Leipzig, gik 1878 som universitetsmusikdirektør til Dorpat, blev 1889 dirigent for Männergesangverein i Köln og lærer ved konservatoriet dér; i 1890 gik Zöllner til New York, i 1898 blev han universitetsmusikdirektør i Leipzig og 1908 kapelmester i Amsterdam; siden atter i Leipzig.
Zöllner har skrevet nogle operaer (blandt andre Die versunkene Glocke efter Gerhart Hauptmann, en symfoni, store mandskor som Die Hunnenschlacht, Columbus og flere strygekvartetter, talrige mindre mandskor og sange med klaver.